# Nina Gualinga
Nina Gualinga (nascida em junho de 1993) é uma activista ambiental e pelos direitos indígenas do Equador. Ela faz parte da comunidade de língua Kichwa e passou a maior parte da sua vida a defender uma melhor protecção ambiental da Amazónia equatoriana e da vida selvagem dos seus habitantes, bem como das pessoas que dependem desse ambiente.

## Vida e activismo
Gualinga nasceu e foi criada na comunidade de língua Kichwa da sua mãe de Sarayaku, na Amazónia equatoriana. Desde os sete anos de idade, ela defende a justiça climática e os direitos indígenas. Ela obteve o seu conhecimento sobre a floresta através dos seus pais e avós. A irmã de Gualinga, Helena Gualinga, e a mãe, Noemí Gualinga, também são activistas ambientais e membros activos na luta da comunidade Kichwa Sarayaku contra a exploração da floresta amazónica por empresas e pelo governo equatoriano. A defesa de Gualinga pelos direitos indígenas e territoriais começou quando uma empresa de petróleo com a ajuda de tropas militares do governo equatoriano começou a explorar violentamente as terras indígenas da sua comunidade. Essa intrusão levou a uma batalha legal entre o governo equatoriano e a comunidade Sarayaku perante o Tribunal Interamericano de Direitos Humanos, que acabou com a vitória da comunidade Sarayaku. Aos 18 anos, Gualinga representou os jovens de Sarayaku na audiência final do caso.
Ela estuda no departamento de Direitos Humanos da Universidade de Lund.
Gualinga tinha uma bolsa indígena na Amazon Watch, onde desenvolveu a proposta da sua própria organização não governamental com o objectivo de empoderar os jovens e mulheres indígenas Sarayaku e proteger o sul da Amazónia equatoriana. A sua organização, Hakhu Amazon Design, vende jóias artesanais e acessórios. Ela exige que o governo equatoriano reconheça a própria floresta amazónica como um activo e que o governo rescinda o seu contrato com as principais empresas de petróleo e mineração.
Ela também actua como activista dos direitos indígenas a nível internacional, com foco na protecção de casas e terras contra interesses corporativos. Ela fez parte de uma chamada global para parar a extracção de combustível fóssil na Marcha do Clima de 2014. Ela também estava entre os delegados que defendiam a protecção de “Florestas Vivas” nas conferências climáticas globais COP20 e COP21 em Lima e Paris, respectivamente. Durante a COP21, ela chamou a atenção para as demandas do seu povo navegando pelo rio Sena em Paris numa canoa da sua aldeia. Ela foi um membro das mulheres indígenas que marcharam em 2016 para unificar e defender os direitos e territórios das mulheres de 7 nacionalidades.  Gualinga lançou mais luz sobre os efeitos das mudanças climáticas sobre o povo Kichwa na COP22 em Marraquexe e encorajou o governo a priorizar acções climáticas para reduzir as emissões de carbono para os povos indígenas. Ela fez parte da Rede de Mulheres da Terra e Acção Climática (WECAN), Amazon Watch e Delegação Sarayaku na COP23 em Bonn e foi palestrante no evento. Nina também fez parte da delegação da WECAN nas negociações climáticas da COP25 em Madrid em 2019. No evento, ela mencionou que a saída para a crise climática é ouvir os indígenas que são guardiões da terra há milhares de anos em busca de soluções. Ela deu uma palestra sobre Povos Indígenas da Amazónia: Os Guardiões de Nosso Futuro no Auditório da IAAC, Barcelona em 25 de fevereiro de 2020.

## Prémios
- Prémio Juventude do Presidente Internacional da WWF 2018[3]